# Khairallah Ben Mustapha
Khairallah Ben Mustapha (arabe : خير الله بن مصطفى), aussi orthographié Khayr Allah Ben Mustafa, né en 1867 à Tunis et mort en 1965, est un réformateur, journaliste et haut fonctionnaire tunisien. Il s'opposa aux dérives du colonialisme et milita pour un enseignement proprement arabe, de qualité égale à celui dispensé en français en Tunisie.

## Biographie
Fils de Hassouna Ben Mustapha, haut fonctionnaire et proche collaborateur de Kheireddine Pacha et du cheikh Mohamed Snoussi, Khairallah est un ancien élève du Collège Sadiki et un membre actif du mouvement des Jeunes Tunisiens aux côtés de ses amis Abdeljelil Zaouche et Mohamed Lasram. Il fait également partie de l'association scientifique et réformatrice de la Khaldounia et fut un journaliste respecté du quotidien Le Tunisien où il écrit de nombreux articles sur l'éducation de la femme tunisienne.
Il est l'un des fondateurs, en 1905, et le premier président de l'Association des anciens élèves du Collège Sadiki, considérée comme la petite sœur occidentalisée de la Khaldounia. Cette nouvelle association rassemble des nationalistes et des intellectuels tunisiens comme Ali Bach Hamba, Abdeljelil Zaouche, Hassine Bouhageb et l'avocat algérien Hassen Guellaty devenu membre du mouvement des Jeunes Tunisiens.
Khairallah Ben Mustapha initie le mouvement de l'arabité au sein de cette association et du mouvement des Jeunes Tunisiens qui était jusque-là fortement imprégné de la culture occidentale. Dans cette optique, il invite des professeurs et des savants de l'Université Zitouna, dont Mohamed Tahar Ben Achour et Ahmed Ennaifer, à donner de nombreuses conférences au sein de cette association. Ce mouvement marque la fusion de plusieurs mouvements nationalistes, opposés dans un premier temps (européanophiles et zitouniens), au sein de la Khaldounia et de l'Association des anciens élèves du Collège Sadiki.
Il participe au Congrès de l'Afrique du nord, tenu à Paris en 1908. Il y présente son principal ouvrage, L'enseignement primaire des indigènes en Tunisie, dans lequel il critique la politique d'enseignement du protectorat à l'encontre des jeunes Tunisiens et le délaissement des écoles traditionnelles, les kouttabs. Il accuse les autorités de favoriser les quelques écoles primaires « franco-tunisiennes », auxquelles le petit peuple n'aurait pas accès. Il fonde d'ailleurs ce qu'il appelle un « kouttab réformé », dans la rue Sidi Ben Arous à Tunis, pour essayer de prouver qu'un enseignement moderne en français et en arabe peut être dispensé dans ces écoles primaires traditionnelles. Son action est imitée dans quelques villes du pays mais c'est sur la politique coloniale qu'on voit le mieux le résultat de son militantisme ; une commission du Conseil tunisien de l'instruction publique (embryon de ministère de l'éducation) est mise en place à la fin 1908, à laquelle appartient Ben Mustapha, et qui a pour but d'améliorer l'éducation des jeunes Tunisiens et Tunisiennes dans les établissements primaires.
Journaliste au Tunisien avec Ali Bach Hamba, il est nommé directeur du protocole beylical par Naceur Bey, avec grade de général. Il préside l'administration des habous jusqu'à sa retraite.
Il est le père du nationaliste Chedly Khairallah.